# Zuid-Jemenitisch voetbalelftal (mannen)
Het Zuid-Jemenitisch voetbalelftal was een team van voetballers dat Zuid-Jemen vertegenwoordigde bij internationale wedstrijden zoals de kwalificatiewedstrijden voor het Wereldkampioenschap voetbal en de Asian Cup tussen 1965 en 1989. In 1990 werden Noord- en Zuid-Jemen verenigd.

## Deelnames aan internationale toernooien

### WK voetbal
In 1985 speelde Zuid-Jemen 2 kwalificatiewedstrijden tegen Bahrein. Op 29 maart eerst in Aden, een wedstrijd die zou worden verloren met 1–4. 12 april zou het in Bahrein 3–3 worden. Het zijn de enige 2 wedstrijden op een kwalificatietoernooi voor een WK die Zuid-Jemen speelde omdat het zich in 1990 terugtrok zonder een wedstrijd gespeeld te hebben. 
| Wereldkampioenschap voetbal overzicht | Wereldkampioenschap voetbal overzicht | Wereldkampioenschap voetbal overzicht | Wereldkampioenschap voetbal overzicht | Wereldkampioenschap voetbal overzicht | Wereldkampioenschap voetbal overzicht | Wereldkampioenschap voetbal overzicht | Wereldkampioenschap voetbal overzicht | Wereldkampioenschap voetbal overzicht |
| Jaar                                  | Ronde                                 | Wed.                                  | W                                     | G                                     | V                                     | DV                                    | DT                                    |                                       |
| ------------------------------------- | ------------------------------------- | ------------------------------------- | ------------------------------------- | ------------------------------------- | ------------------------------------- | ------------------------------------- | ------------------------------------- | ------------------------------------- |
| 1986                                  | Niet gekwalificeerd                   | Niet gekwalificeerd                   | Niet gekwalificeerd                   | Niet gekwalificeerd                   | Niet gekwalificeerd                   | Niet gekwalificeerd                   | Niet gekwalificeerd                   |                                       |
| 1990                                  | Teruggetrokken                        | Teruggetrokken                        | Teruggetrokken                        | Teruggetrokken                        | Teruggetrokken                        | Teruggetrokken                        | Teruggetrokken                        |                                       |

### Azië Cup
De deelname aan de eindronde van de Azië Cup in 1976 dankte ze aan de terugtrekking van de andere landen in hun groep waardoor ze zich, samen met Koeweit, zonder te spelen kwalificeerden.
| Aziatisch kampioenschap voetbal overzicht | Aziatisch kampioenschap voetbal overzicht | Aziatisch kampioenschap voetbal overzicht | Aziatisch kampioenschap voetbal overzicht | Aziatisch kampioenschap voetbal overzicht | Aziatisch kampioenschap voetbal overzicht | Aziatisch kampioenschap voetbal overzicht | Aziatisch kampioenschap voetbal overzicht | Aziatisch kampioenschap voetbal overzicht |
| Jaar                                      | Ronde                                     | Wed.                                      | W                                         | G                                         | V                                         | DV                                        | DT                                        | Kwal                                      |
| ----------------------------------------- | ----------------------------------------- | ----------------------------------------- | ----------------------------------------- | ----------------------------------------- | ----------------------------------------- | ----------------------------------------- | ----------------------------------------- | ----------------------------------------- |
| 1976                                      | Groepsfase                                | 2                                         | 0                                         | 0                                         | 2                                         | 0                                         | 9                                         | (Kwal.)                                   |
| 1980                                      | Teruggetrokken                            | Teruggetrokken                            | Teruggetrokken                            | Teruggetrokken                            | Teruggetrokken                            | Teruggetrokken                            | Teruggetrokken                            | Teruggetrokken                            |
| 1984                                      | Teruggetrokken                            | Teruggetrokken                            | Teruggetrokken                            | Teruggetrokken                            | Teruggetrokken                            | Teruggetrokken                            | Teruggetrokken                            | Teruggetrokken                            |
| 1988                                      | Niet gekwalificeerd                       | Niet gekwalificeerd                       | Niet gekwalificeerd                       | Niet gekwalificeerd                       | Niet gekwalificeerd                       | Niet gekwalificeerd                       | Niet gekwalificeerd                       | Niet gekwalificeerd                       |

### Palestina Cup
| Palestina Cup (1972–1977) | Palestina Cup (1972–1977) | Palestina Cup (1972–1977) | Palestina Cup (1972–1977) | Palestina Cup (1972–1977) | Palestina Cup (1972–1977) | Palestina Cup (1972–1977) | Palestina Cup (1972–1977) | Palestina Cup (1972–1977) |
| Jaar                      | Ronde                     | Wed.                      | W                         | G                         | V                         | DV                        | DT                        |                           |
| ------------------------- | ------------------------- | ------------------------- | ------------------------- | ------------------------- | ------------------------- | ------------------------- | ------------------------- | ------------------------- |
| 1972                      | Groepsfase                | 4                         | 2                         | 0                         | 2                         | 5                         | 7                         |                           |
| 1973                      | Groepsfase                | 4                         | 0                         | 1                         | 3                         | ?                         | ?                         |                           |